# Урмаєво (Аліковський район)
Урма́єво (рос. Урмаево, чув. Урмай) — присілок у Чувашії Російської Федерації, у складі Аліковського сільського поселення Аліковського району.
Населення — 104 особи (2010; 109 в 2002, 145 в 1979, 238 в 1939, 223 в 1926, 201 в 1906, 172 в 1897, 149 в 1858).
Національний склад (на 2002 рік):
- чуваші — 100 %

## Історія
Історичні назви — Урмай. Засновано 18 століття як виселок присілку Малі Тувани. До 1866 року селяни мали статус державних, займались землеробством, тваринництвом, слюсарством. На початку 20 століття діяло 3 вітряки. 1930 року створено колгосп «Çутталла». До 1927 року присілок входив до складу Аліковської волості Ядринського повіту. З переходом на райони 1927 року — спочатку у складі Аліковського, у період 1962–1965 років — у складі Вурнарського, після чого знову переданий до складу Аліковського району.